# سیارک ۸۷۷۳
سیارک ۸۷۷۳ (به انگلیسی: 8773 Torquilla، نامگذاری:5006T-2) هشت هزار و هفتصد و هفتاد و سومین سیارک کشف شده‌است که در ۲۵ سپتامبر ۱۹۷۳ کشف شد.
قدر مطلق سیارک برابر ۱۲٫۹۰ است.